# Смультринг
Смультринг (букмол: smultring; дослівно — «смальцеве кільце»), різновиди: гйортетак (норв. hjortetakk, іноді норв. hjortebakkels) — норвезькі пончики, які традиційно печуть перед Різдвом.

## Опис

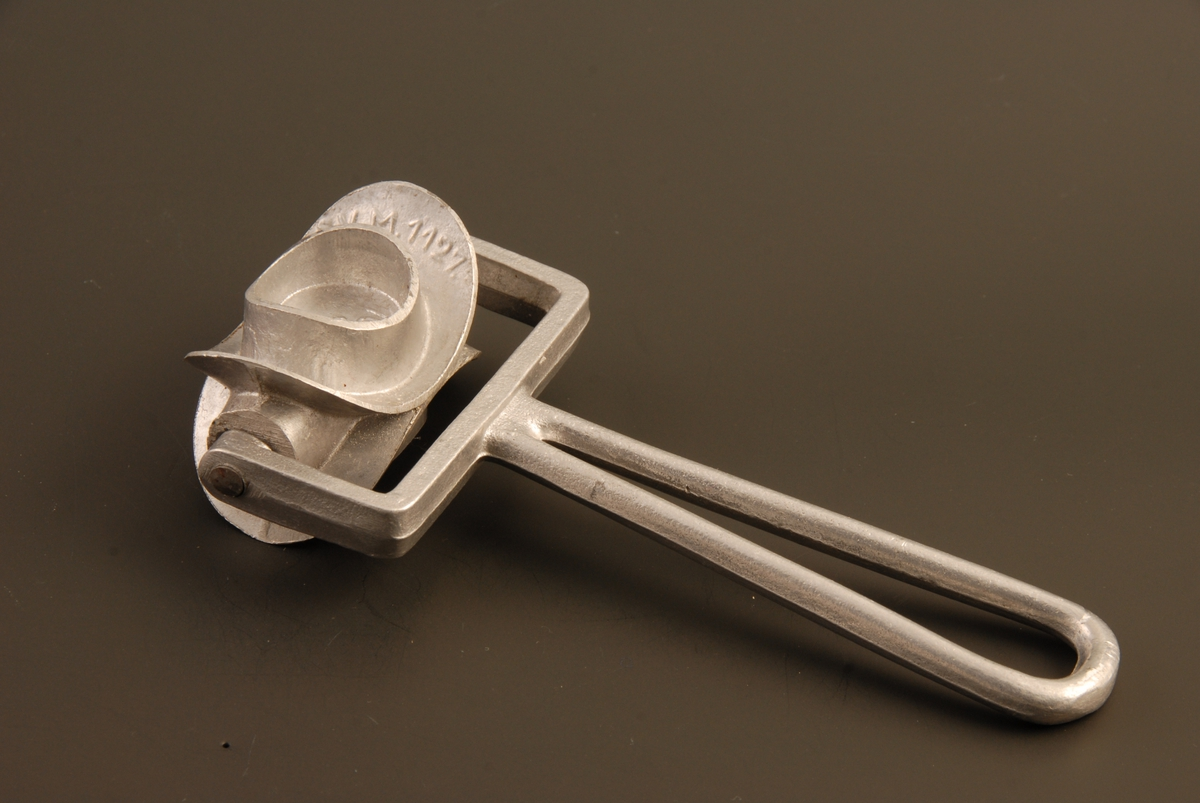
Пристрій для виготовлення смультрингів

У норвезькій кулінарії перші рецепти смультрингів з'явилися у 1888 році.

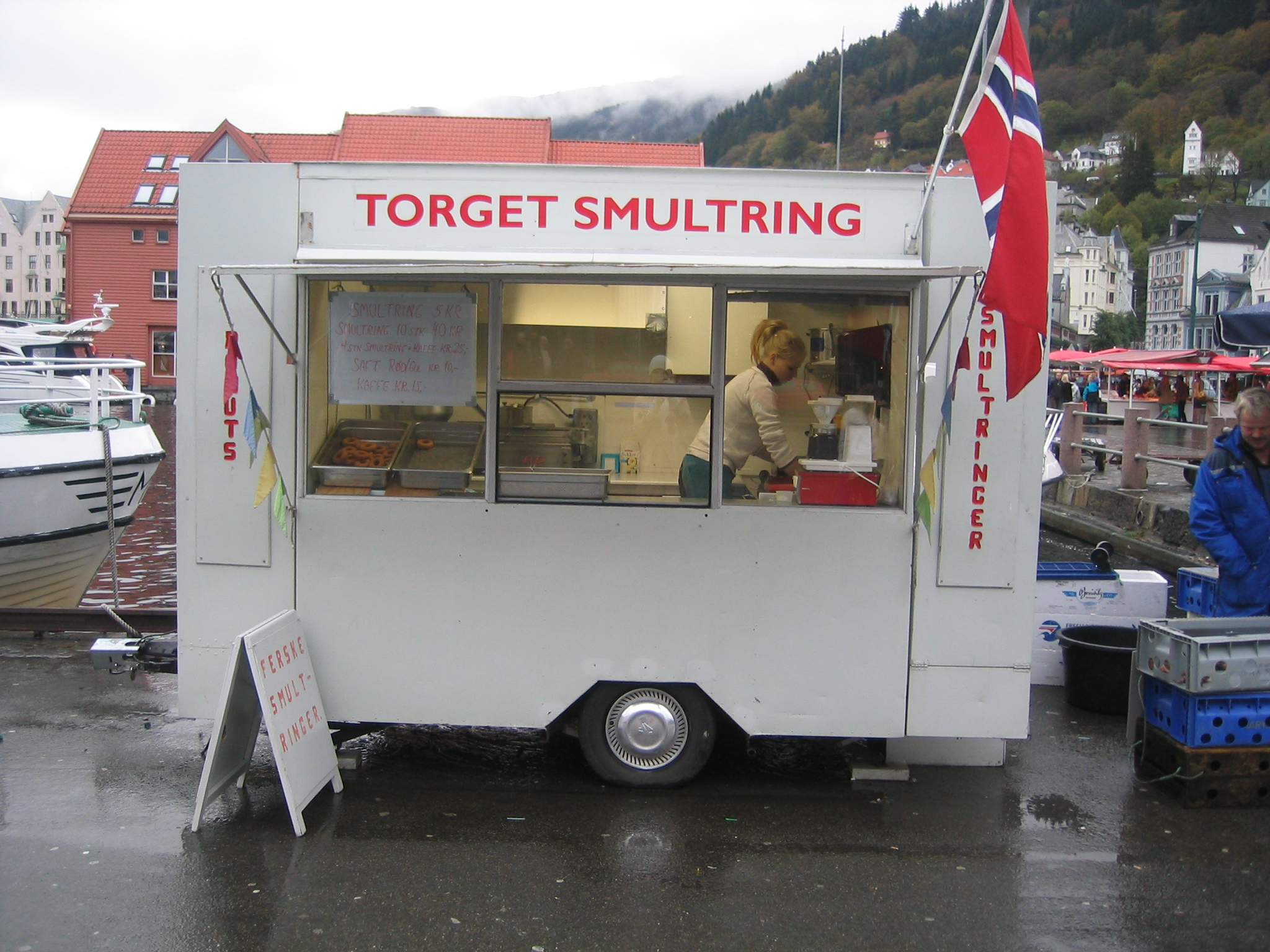
Продаж смультрингів у Норвегії

Смультринги менше за звичайні пончики, має форму кільця.
Готуються без глазурі та начинки, з додаванням кардамону, кориці та лимонної чи апельсинової цедри.
Їх продають з візків, під час Різдвяних свят, у торгових наметах.
Смультринг описують наступним чином: «товстий важкий пончик, смажений в смальці — краще їсти гарячими, поки жир все ще капає з нього!».
Смультринги популярні серед вихідців з Норвегії, зокрема, в Міннесоті, де їх споживають з крумкаке, рисовим пудингом на Різдво.
Гьортетакки роблять у вигляді кілець з кінцями, завернутими до середини. В тісто часто додають бренді.
При приготуванні смультрингів часто використовують спеціальний пристрій.